# Una mamma quasi perfetta
Una mamma quasi perfetta (Life with Bonnie) è una serie televisiva statunitense in 44 episodi trasmessi per la prima volta nel corso di 2 stagioni dal 2002 al 2004.

## Trama
Bonnie Molloy è madre di 2 bambini, moglie amorevole e presentatrice di Morning Chicago, un talk show locale. Bonnie cerca di mantenere l'immagine pubblica della moglie e madre perfetta, ma in realtà la sua vita è caotica. Suo marito è Mark Malloy, un medico. Egli è un calmo osservatore mentre la moglie cerca di bilanciare la sua vita frenetica. Mark è molto meno preoccupato per quello che gli altri pensano di loro, il che causa problemi in alcune occasioni. Ha un atteggiamento generalmente più professionale e, a volte, non capisce perché Bonnie continui a tollerare la gente noiosa nella sua vita. I loro figli sono Charlie e Samantha. Quest'ultima è la primogenita e viene rimossa dal cast per la seconda stagione senza una spiegazione nella trama.

## Episodi
| Stagione         | Episodi | Prima TV USA | Prima TV Italia |
| ---------------- | ------- | ------------ | --------------- |
| Prima stagione   | 22      | 2002-2003    | 2004            |
| Seconda stagione | 22      | 2003-2004    | 2005            |

## Personaggi e interpreti
- Bonnie Molloy (44 episodi, 2002-2004), interpretata da	Bonnie Hunt, doppiata da Tiziana Avarista.
- dottor Mark Molloy (44 episodi, 2002-2004), interpretato da Mark Derwin, doppiato da Angelo Maggi.
- Charlie Molloy (44 episodi, 2002-2004), interpretato da Charlie Stewart, doppiato da Furio Pergolani.
- Holly (44 episodi, 2002-2004), interpretata da	Holly Wortell, doppiata da Tatiana Dessi.
È la truccatrice di Bonnie per il talk show. Le dà spesso consigli su questioni matrimoniali e familiari.
- Marv (44 episodi, 2002-2004), interpretato da Chris Barnes, doppiato da Roberto Stocchi.
- Gloria (44 episodi, 2002-2004), interpretata da Marianne Muellerleile, doppiata da Rita Savagnone.
È la governante/bambinaia.
- Tony Russo (44 episodi, 2002-2004), interpretato da Anthony Russell, doppiato da Giorgio Lopez.
- David Bellows (44 episodi, 2002-2004), interpretato da David Alan Grier, doppiato da Sandro Acerbo.
È il produttore di Morning Chicago.. Spesso lo si vede urlare e correre freneticamente per lo studio televisivo.
- Frankie (34 episodi, 2002-2004), interpretato da Frankie Ryan Manriquez.
È il migliore amico di Charlie e spende la maggior parte del suo tempo a casa Malloy. Racconta molti aneddoti divertenti sulla sua famiglia.
- Samantha Molloy (22 episodi, 2002-2003), interpretata da Samantha Browne-Walters.
- Rappin' Rip (4 episodi, 2002-2003), interpretato da Rip Taylor.
- Giovanni (4 episodi, 2002-2004), interpretato da Mark Gagliardi.
- Mr. Portinbody (3 episodi, 2002-2003), interpretato da	Carl Reiner.
- Lenord (3 episodi, 2002-2003), interpretato da	Martin Mull.
- Clown (3 episodi, 2003-2004), interpretato da Don Lake.
- Bud (3 episodi, 2002-2004), interpretato da Jack Kissell.
- dottor 'Mr.' Casey (3 episodi, 2002-2003), interpretato da Tom Virtue.
- Chance (3 episodi, 2003-2004), interpretato da	Sam Pancake.

## Produzione
La serie, ideata da Bonnie Hunt e Don Lake, fu prodotta da Touchstone Television, Bob & Alice Productions e Nina Saxon Film Design e girata a Chicago in Illinois. Le musiche furono composte da Nicholas Pike.

### Registi
Tra i registi della serie sono accreditati:
- Bonnie Hunt (41 episodi, 2002-2004)
- John Bowab (3 episodi, 2002-2003)

## Distribuzione
La serie fu trasmessa negli Stati Uniti dal 2002 al 2004 sulla rete televisiva ABC. In Italia è stata trasmessa su Fox Life dal 14 maggio 2004 con il titolo Una mamma quasi perfetta.
Alcune delle uscite internazionali sono state:
- Stati Uniti il 17 settembre 2002
- Argentina il 1º novembre 2002 (Life with Bonnie)
- Germania il 5 giugno 2004 (Alles dreht sich um Bonnie)
- Regno Unito il 2 luglio 2004
- Romania (Viata cu Bonnie)